# Mănăstirea Cormaia
Mănăstirea Buna Vestire din Cormaia este o mănăstire din România situată în localitatea componentă a stațiunii Sângeorz-Băi Cormaia, județul Bistrița-Năsăud. Are hramul „Buna Vestire”, biserica veche de lemn și „Tăierea Capului Sfântului Ioan Botezătorul”, biserica nouă, ridicată în anul 1999.